# 미러클스
미러클스(The Miracles)는 미국의 R&B 밴드이다.